# Battersea Park
Battersea Park je park v Londýně, v obvodu Wandsworth. Nachází se na jižním břehu řeky Temže. Původně se na místě rozkládaly bažiny. Park o rozloze 200 akrů (81 ha) byl vybudován v letech 1854–1870. Park je od roku 1987 památkově chráněn (stupeň II*).
Park je ze severu ohraničen Temží, z východu ulicí Queenstown Road, z jihu Prince of Wales Drive a ze západu Albert Bridge Road.

## Historie
Myšlenky na vybudování parku se objevily v roce 1843. V roce 1846 návrh prošel parlamentem. Návrh parku vypracoval už v roce 1845 architekt Sir James Pennethorne. Tento návrh ale nebyl finální a došlo k mnoha úpravám. Roku 1854 byl park otevřen veřejnosti, ale formálně park otevřela královna Viktorie až 31. března 1858 společně s Chelsea Bridge.
V letech 2002–2004 prošel park rekonstrukcí za 11 milionů liber. V roce 2004 jej znovuotevřel princ Philip.
V prostorách parku se natáčel film z roku 1996 101 dalmatinů.

## Popis
V parku se nachází dětská zoo. K rekreaci slouží jezero s možností zapůjčení loděk. V památkově chráněné viktoriánské věži uprostřed parku sídlí galerie Pump House Gallery. Park obsahuje několik tematických zahrad, jako například subtropickou zahradu, zimní zahradu nebo bylinkovou zahradu.
Zajímavostí je 33,5 m vysoká pagoda při řece Temži, která byla dokončena v roce 1985. Pagoda má ze čtyř stran výklenky s pozlacenými sochami Buddhy, do druhého patra stavby je veřejnosti vstup zakázán. Stará se o ni od jejího vzniku jediný buddhistický mnich, často za pomoci dobrovolníků.
V parku se nachází také tenisové kurty a několik kriketových a fotbalových hřišť. Nechybí ani běžecké dráhy, minigolf a další sportovní zařízení.
Oficiálně je otevírací doba parku od půl sedmé ráno do setmění. Brány jsou běžně otevřené do 22:30.

## Doprava
Podle parku je pojmenována železniční stanice Battersea Park, která se nachází u jeho jihovýchodního okraje. Nejbližší stanicí metra je Battersea Power Station na Northern Line.

## Galerie

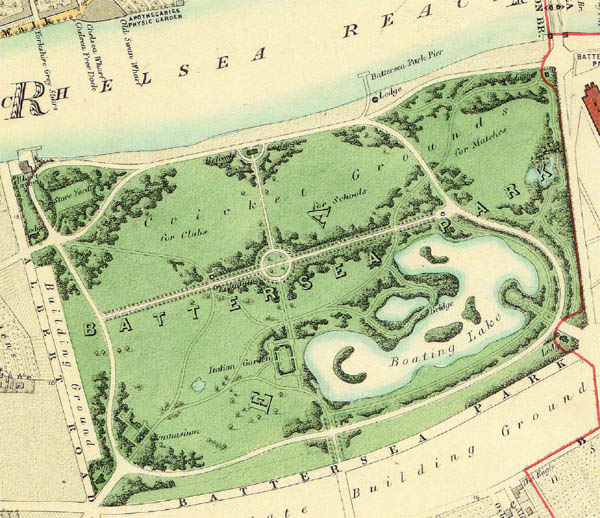
Mapa parku z roku 1862
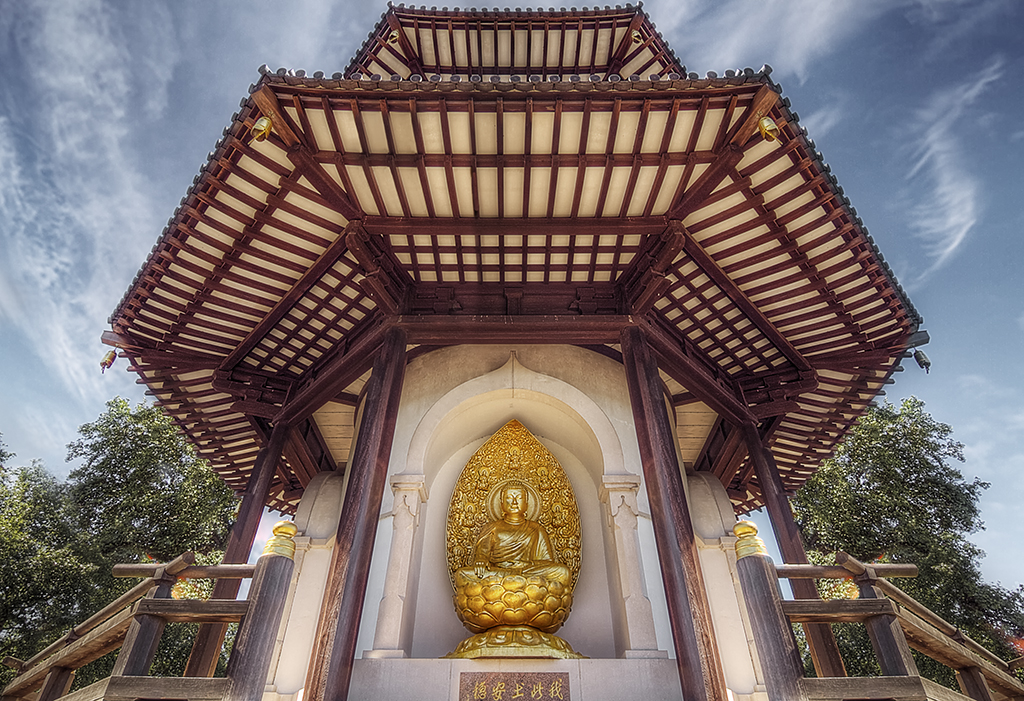
Socha Buddhy
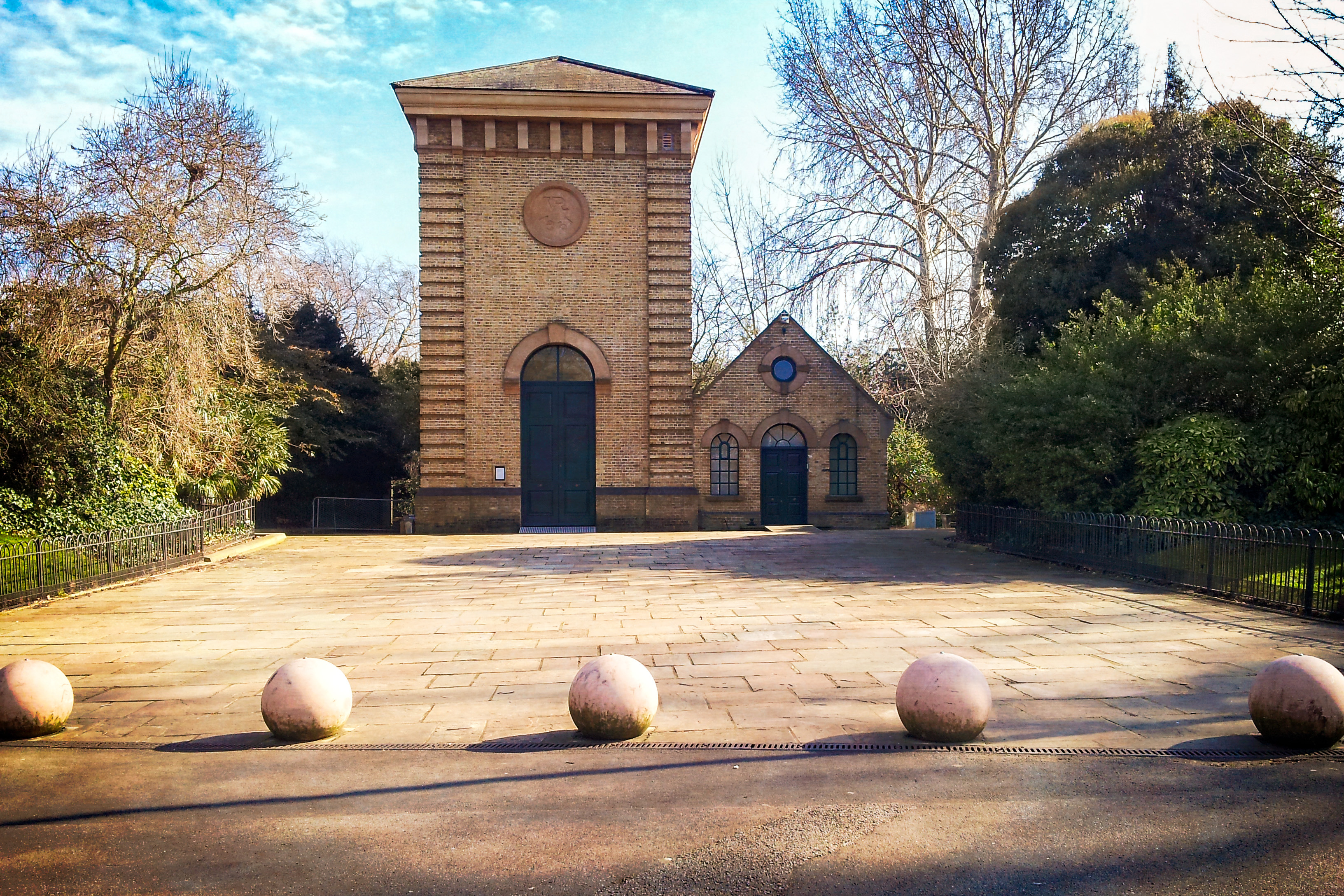
Pump House Gallery
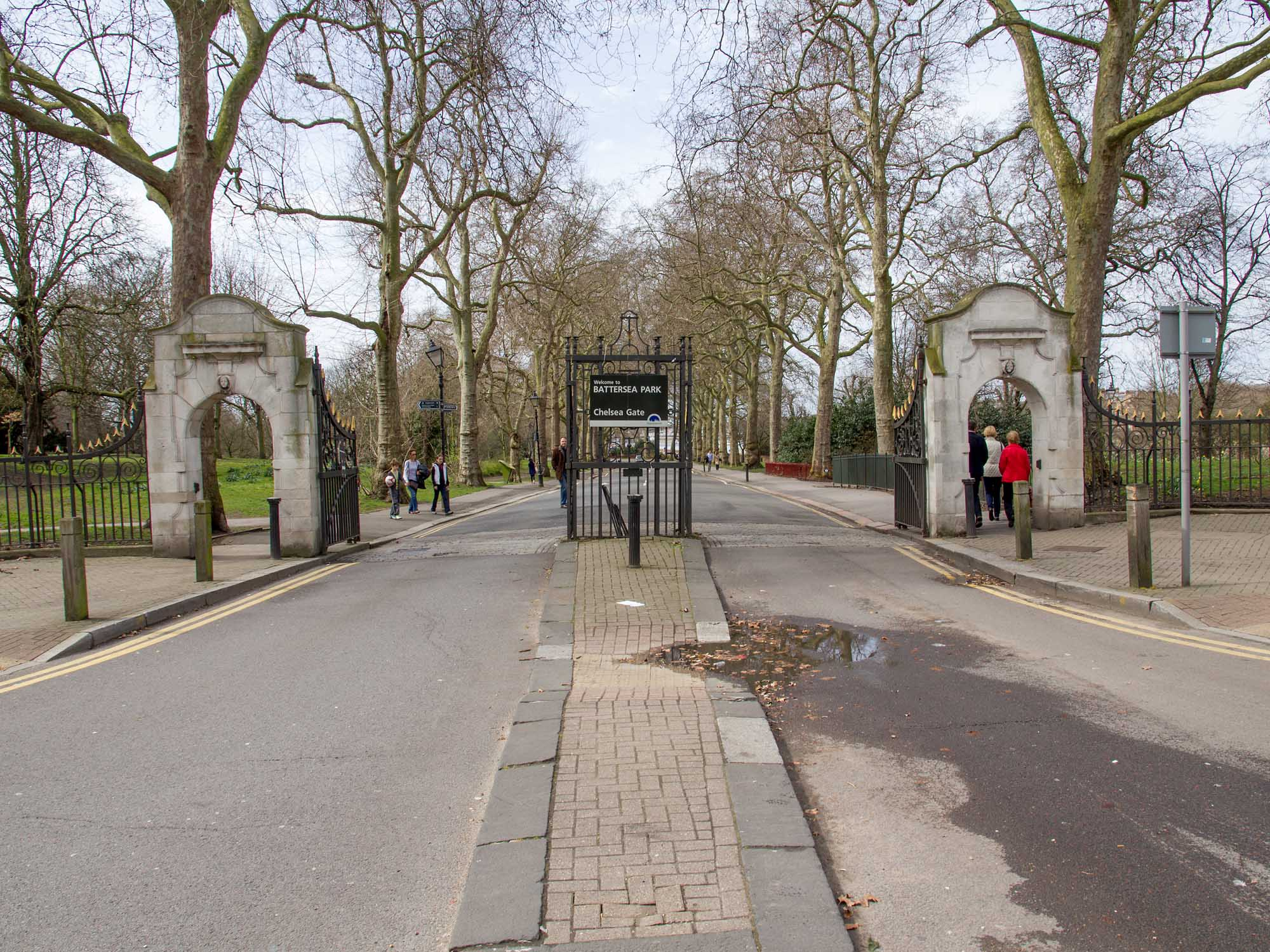
Brána do parku od Chelsea
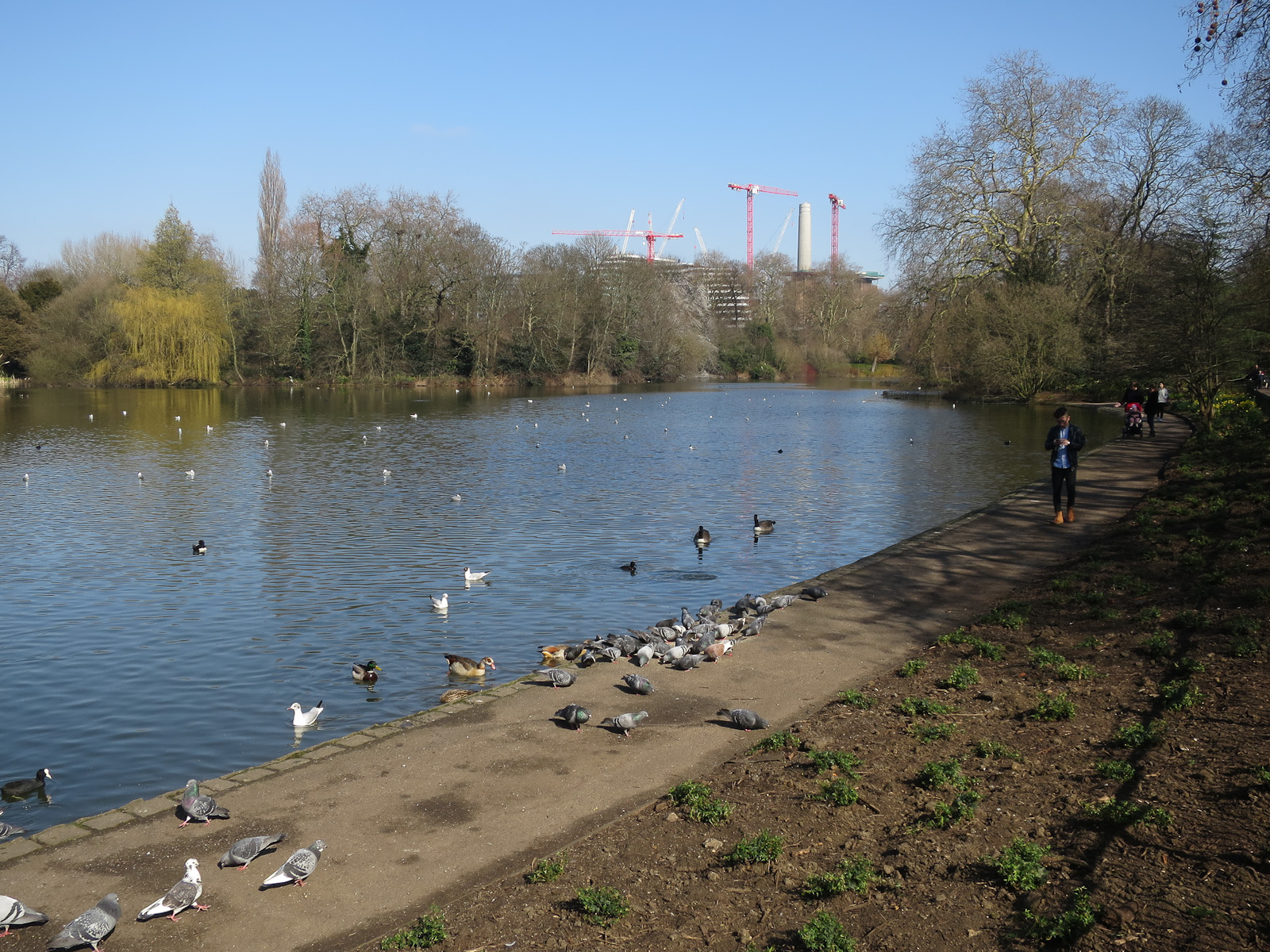
Vodní plocha v parku (v pozadí Elektrárna Battersea)
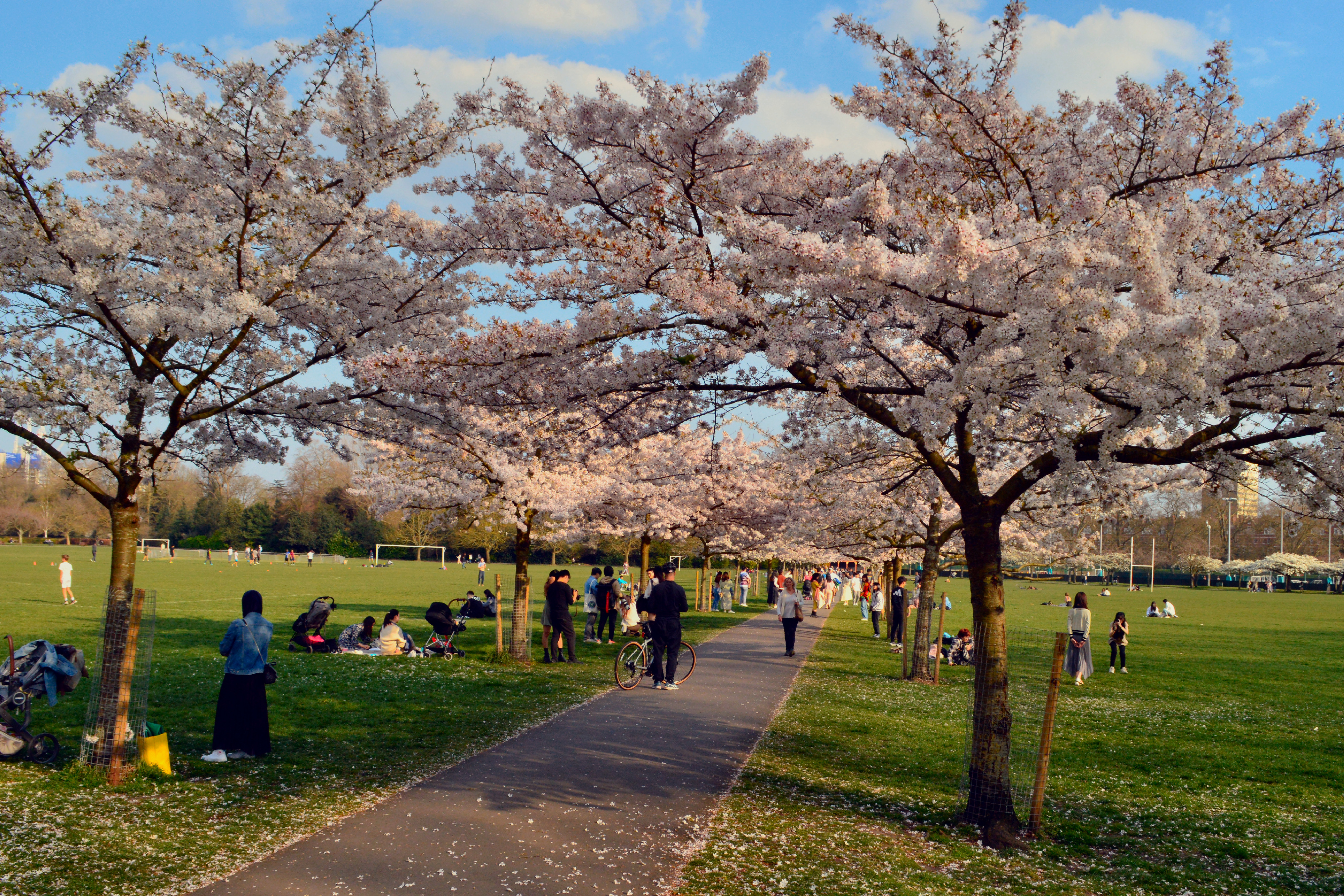
Třešňová alej
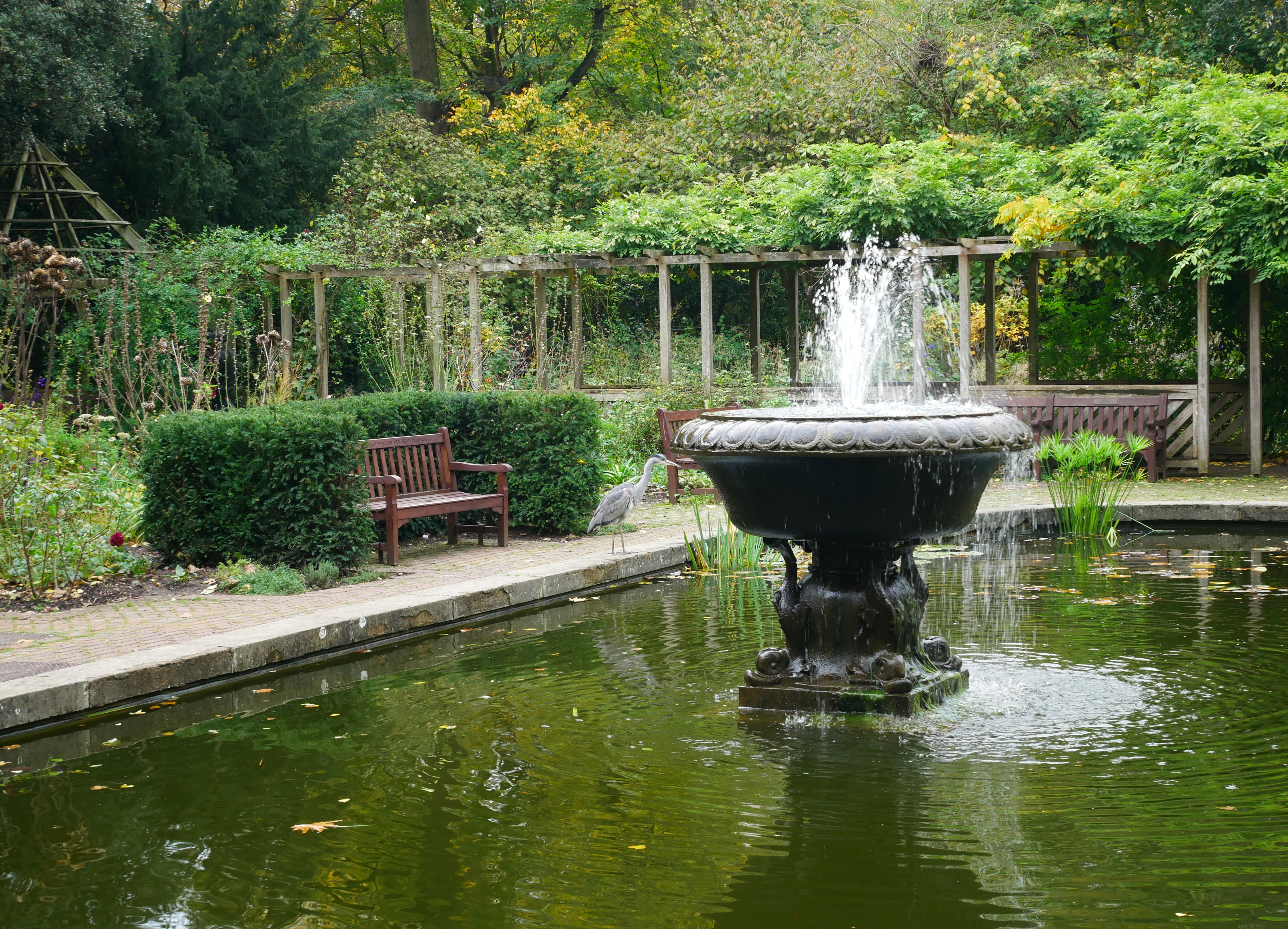
Zahrada „Old English Garden“
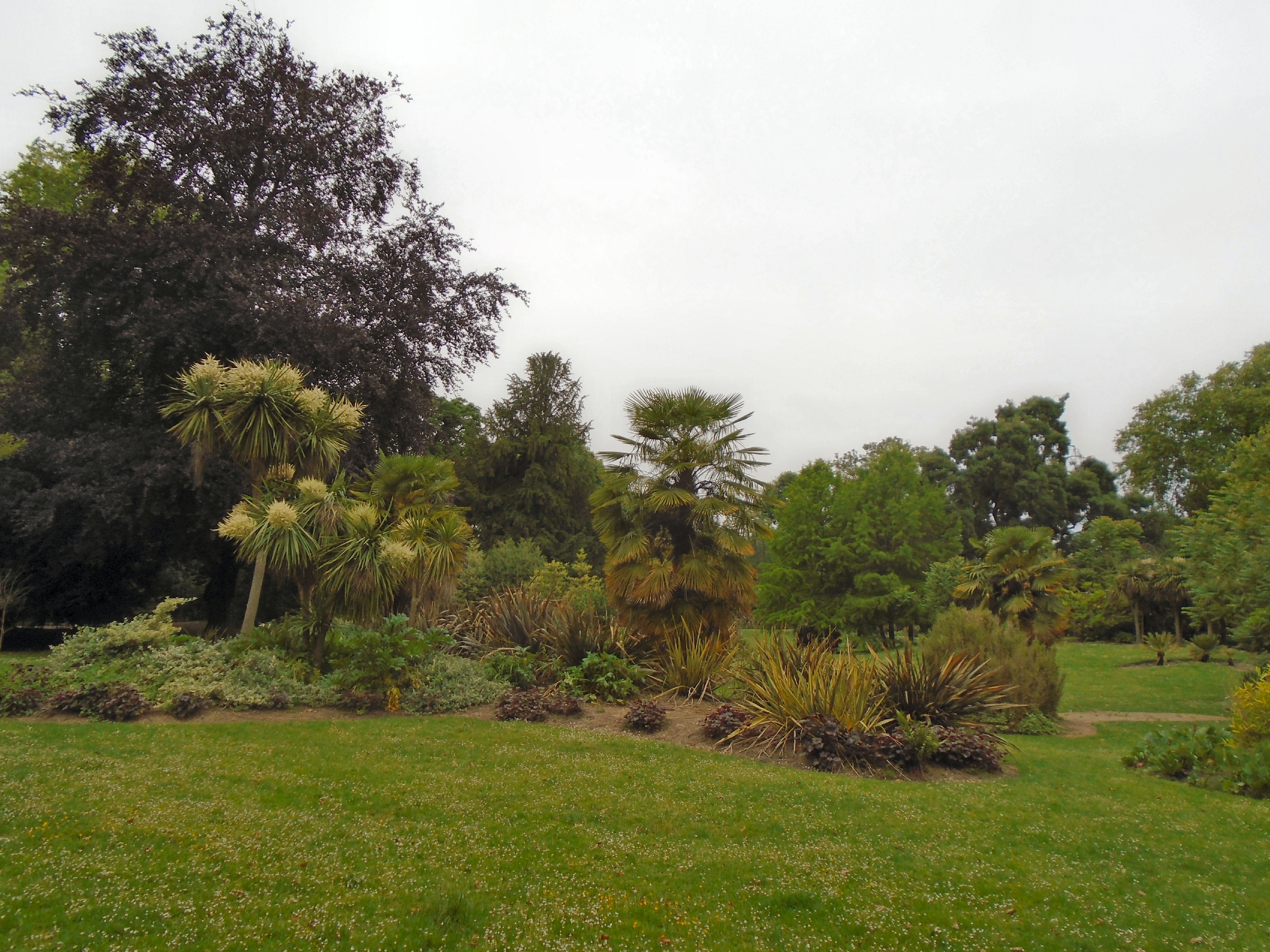
Subtropická zahrada
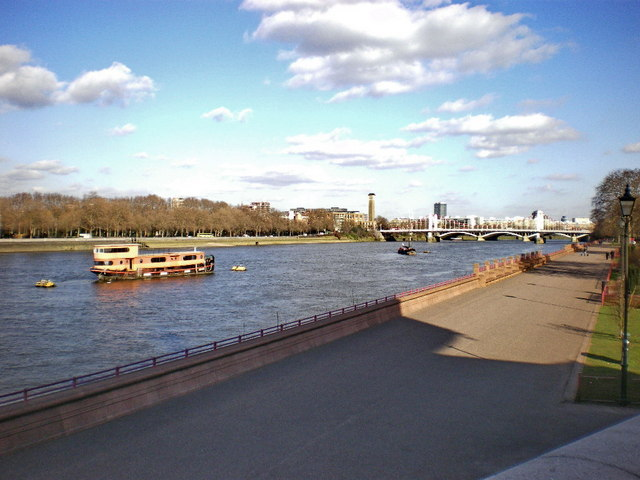
Pohled na Temži z parku